# Sherrilyn Kenyon

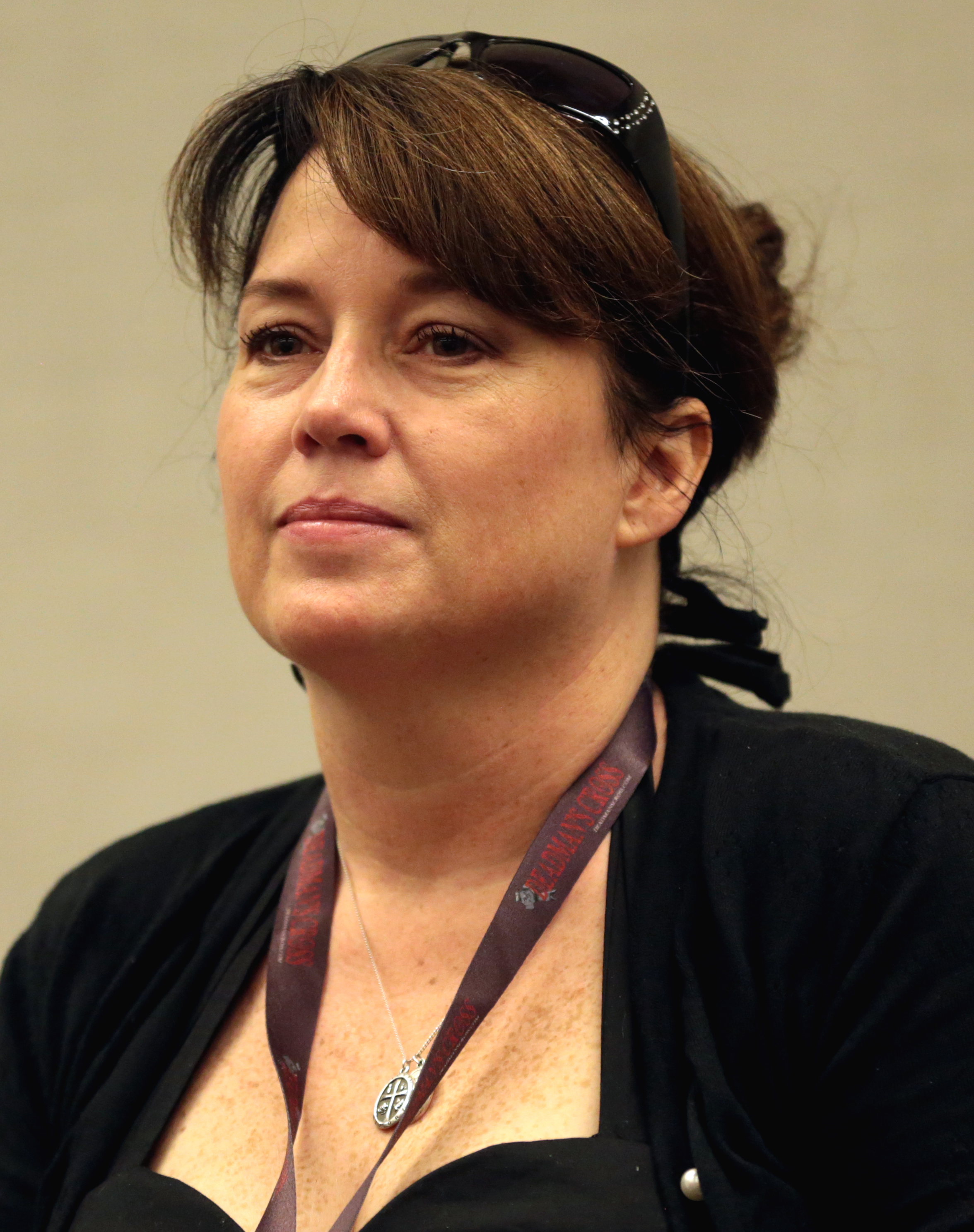
Sherrilyn Kenyon

Sherrilyn Kenyon (* 1965 in Columbus, Georgia) ist eine US-amerikanische Bestsellerautorin. Sie schreibt unter dem Pseudonym Kinley MacGregor Liebesromane vor der Kulisse der Highlands, die im deutschsprachigen Raum u. a. als Serie „MacAllister“ und „Bruderschaft des Schwertes“ veröffentlicht wurden.
Die promovierte Historikerin schreibt seit ihrem zehnten Lebensjahr und ist mittlerweile eine der erfolgreichsten Autorinnen von Liebesromanen weltweit. Ihre Romane erscheinen regelmäßig auf den Top-Plätzen der Bestsellerliste der New York Times. Sherrilyn Kenyon lebt mit ihrem Mann und ihren drei Söhnen in der Nähe von Nashville in Tennessee.
Unter dem Namen Sherrilyn Kenyon schreibt sie Fantasy-Liebesgeschichten aus der Serie „Dark Hunter“.

## Veröffentlichungen als Sherrilyn Kenyon

### Dark Hunter
- Band 01: Magie der Sehnsucht (September 2007) ISBN 978-3-442-36686-6

- Fantasy Lover (Februar 2002) ISBN 978-0-312-97997-3

Dark-Hunter - Julian & Grace
- Band 02: Nächtliche Versuchung (Jänner 2008) ISBN 978-3-442-36687-3

- Night Pleasures (Oktober 2002) ISBN 978-0-7499-3608-2

Dark-Hunter - Kyrian & Amanda
- Band 03: Im Herzen der Nacht (April 2008) ISBN 978-3-442-36688-0

- Night Embrace (Juli 2003) ISBN 978-0-312-98482-3

Dark-Hunter - Talon & Sunshine
- Band 04: Prinz der Nacht (Dezember 2008) ISBN 978-3-442-37121-1

- Dance with the Devil (November 2003) ISBN 978-0-312-98483-0

Dark-Hunter - Zarek & Astrid
- Band 05: Geliebte der Finsternis (Mai 2009) ISBN 978-3-442-37229-4

- Kiss of the Night (März 2004) ISBN 978-0-312-99241-5

Dark-Hunter - Wulf & Cassandra
- Band 06: Herrin der Finsternis (Jänner 2010) ISBN 978-3-442-37230-0

- Night Play (August 2004) ISBN 978-0-312-99242-2

Were-Hunter - Vane & Bride
- Band 07: Geliebte des Schattens (Oktober 2010) ISBN 978-3-442-37606-3

- Seize the Night (Dezember 2004) ISBN 978-0-312-99243-9

Dark-Hunter - Valerius & Tabitha
- Band 08: Wächterin der Dunkelheit (Juni 2011) ISBN 978-3-442-37607-0

- Sins of the Night (Juni 2005) ISBN 978-0-312-93432-3

Dark-Hunter - Alexion & Danger
- Band 09: Dunkle Verführung (März 2012) ISBN 978-3-442-37833-3

- Unleash the Night (Dezember 2005) ISBN 978-0-312-93433-0

Were-Hunter - Wren & Maggie
- Band 10: In den Fängen der Nacht (August 2012) ISBN 978-3-442-37953-8

- Dark Side of the Moon (Mai 2006) ISBN 978-0-312-93434-7

Were-Hunter - Ravyn & Susan
- Band 11: Gebieter der Träume (Juni 2013) ISBN 978-3-442-26924-2

- The Dream-Hunter (Februar 2007) ISBN 978-0-312-93881-9

Dream-Hunter - Arik & Geary
- Band 12: Lockruf der Finsternis (Januar 2014) ISBN 978-3-442-26967-9

- Devil May Cry (Juli 2007) ISBN 978-0-312-94686-9

Dark-Hunter - Sin & Kat
- Band 13: Göttin der Nacht (September 2014) ISBN 978-3-442-26973-0

- Upon the Midnight Clear (Oktober 2007) ISBN 978-0-312-94705-7

Dream-Hunter - Aidan & Leta
- Band 14: Süße Verdammnis (März 2015) ISBN 978-3-442-26974-7

- Dream Chaser (Februar 2008) ISBN 978-0-312-93882-6

Dream-Hunter - Xypher & Simone
- Band 15, Teil 1: Prinz der Ewigkeit (Januar 2016) ISBN 978-3-7341-6045-5
- Band 15, Teil 2: Königin der Dunkelheit (Februar 2016) ISBN 978-3-7341-6059-2

- Acheron (August 2008) ISBN 978-0-312-94941-9

Dark-Hunter - Acheron & Soteria
- Band 16: Gebieterin der Schatten (November 2016) ISBN 978-3-7341-6086-8

- One Silent Night (November 2008) ISBN 978-0-312-94706-4

Dark-Hunter - Stryker & Zephyra
- Band 17: Herrin der Dämmerung (Juli 2017) ISBN 978-3-7341-0214-1

- Dream Warrior (Februar 2009) ISBN 978-0-312-93883-3

Dream-Hunter - Jericho & Delphine
- Band 18: Bad Moon Rising (August 2009) ISBN 978-0-312-93436-1

Were-Hunter - Fang & Aimee
- Band 19: No Mercy (September 2010) ISBN 978-0-312-53792-0

Were-Hunter - Dev & Samia
- Band 20: Retribution (August 2011) ISBN 978-0-7499-5483-3

Dark-Hunter - Sundown & Abigail
- Band 21: The Guardian (November 2011) ISBN 978-0-312-55005-9

Dream-Hunter - Seth & Lydia
- Band 22: Time Untime (August 2012) ISBN 978-0-7499-5771-1

Dark-Hunter - Ren & Kateri
Anmerkung: Laut Kenyons Website beginnt die Dark-Hunter-Reihe mit „Night Pleasure“ was allerdings unlogisch erscheint, da „Fantasy Lover“ in der Chronologie der Bücher vorne liegt.

### Chronicles of Nick
- Band 01: Infinity (May 2010) ISBN 978-0-312-60304-5
- Band 02: Invincible (März 2011) ISBN 978-1-907410-23-9
- Band 03: Infamous (März 2012) ISBN 978-1-907411-55-7
- Band 04: Inferno (voraussichtlich März 2013) ISBN 978-0-7499-5773-5

## Veröffentlichungen als Kinley MacGregor
Titel, die bisher ins deutsche übersetzt wurden:
- Pirat meiner Sehnsucht (Pirate of Her Own - 1999)
- In den Armen des Highlanders (Master of Desire - 2001) - MacAllister Serie
- Highlander meines Herzens (Claiming the Highlander - 2002) - MacAllister Serie
- Die schottische Braut (Born in Sin - 2003) - MacAllister Serie / Bruderschaft des Schwertes
- Der widerspenstige Highlander (Taming the Scotsman - 2003) - MacAllister Serie / Bruderschaft des Schwertes
- Nacht über den Highlands (The Dark Champion - 2004) - Bruderschaft des Schwertes
- Die Rückkehr des Highlanders (Return of the Warrior - 2005) - Bruderschaft des Schwertes
- Die schottische Wildkatze(The Warrior - 2007) - MacAllister Serie / Bruderschaft des Schwertes
- Die Herrin der Nebel (Sword of Darkness. Lords of Avalon - 2006)
- Die Ritter der Nebel (Knight of Darkness. Lords of Avalon - 2006)